# دومينيك موهان
دومينيك موهان (بالإنجليزية: Dominic Mohan)‏ هو صحفي بريطاني، ولد في 26 مايو 1969 في برستل في المملكة المتحدة.